# Southaven
La ville de Southaven est située dans le comté de DeSoto, dans l’État du Mississippi, aux États-Unis. Sa population s’élevait à 48 982 habitants lors du recensement de 2010, estimée à 54 944 habitants en 2018.

## Source
- (en) Cet article est partiellement ou en totalité issu de l’article de Wikipédia en anglais intitulé « Southaven, Mississippi » (voir la liste des auteurs).

1. ↑  « Population and Housing Unit Estimates » (consulté le 18 juillet 2019)
2. ↑  « Census of Population and Housing », Census.gov (consulté le 4 juin 2015)